# James Ward (tenisista)
James Ward (ur. 9 lutego 1987 w Londynie) – brytyjski tenisista, reprezentant w Pucharu Davisa.

## Kariera tenisowa
Ward uzyskał status profesjonalny w 2006 roku. Od tego czasu wielokrotnie występował w turniejach zaliczanych do Wielkiego Szlema.
Ward jest zwycięzcą 4 turniejów rangi ATP Challenger Tour w grze pojedynczej.
Od 2010 roku reprezentuje Wielką Brytanię w rozgrywkach Pucharu Davisa.
W rankingu gry pojedynczej Ward najwyżej był na 89. miejscu (13 lipca 2015), a w klasyfikacji gry podwójnej na 233. pozycji (29 sierpnia 2011).

### Zwycięstwa w turniejach ATP Challenger Tour w grze pojedynczej
| Końcowy wynik | Nr | Data | Turniej   | Nawierzchnia | Przeciwnik               | Wynik finału     |
| ------------- | -- | ---- | --------- | ------------ | ------------------------ | ---------------- |
| Zwycięzca     | 1. | 2009 | Sarasota  | Ceglana      | Carsten Ball             | 6:7(4), 6:4, 6:3 |
| Zwycięzca     | 2. | 2011 | Vancouver | Twarda       | Robby Ginepri            | 7:5, 6:4         |
| Zwycięzca     | 3. | 2013 | Lexington | Twarda       | James Duckworth          | 4:6, 6:3, 6:4    |
| Zwycięzca     | 4. | 2015 | Bengaluru | Twarda       | Adrián Menéndez-Maceiras | 6:2, 7:5         |